# Завої (Кросненський повіт)
Завої (пол. Zawoje) — колишнє село північної Лемківщини в Польщі, у гміні Риманів Кросненського повіту Підкарпатського воєводства, поруч з містечком Романів, центром однойменної гміни.
Сьогодні не існує.

## Географія
Розташовувалось на південний схід від однойменної гори, висотою 556 м над рівнем моря. До цього часу залишився топонім і автостоянка.

## Історія
До 1772 року село входило до складу Сяноцької землі Руського воєводства Речі Посполитої. З 1772 до 1914 року — у межах Сяніцького повіту Королівства Галичини та Володимирії монархії Габсбургів (з 1867 року Австро-Угорщини). З 1914 до 1939 років — Сяніцький повіт Львівського воєводства Польської Республіки (з 1934 по 1939 роки — гміна Риманів).
У середині XIX століття землями маєтку володіли Юзефа Ґорчинська і Зоф'я Урбанська. У 1911 році власником земель маєтку площею 76 га був Юзеф Миколай Потоцький.
У 1895 році в селі було 40 будинків і 247 жителів (123 чоловіки і 124 жінки) — всі греко-католики.
У 1939 році в селі мешкало 300 осіб (295 українців і 5 євреїв).
У селі була дерев'яна церква святого Архистрагига Михаїла, збудована у 1862 році. Місцева церква була до 1791 року парафіяльною, пізніше — дочірня парафії Тарнавка (до 1930 р. — Сяніцького деканату, в 1930—1945 рр. — до Риманівського. Метричні книги велися з 1784 року.
Євреї у 1941 році знищені німцями, а українське населення виселене в 1945 р. до СРСР та під час операції «Вісла» в 1947 р. депортуване на понімецькі землі. Село знелюдніло і припинило існування.